# Paula Garcés
Paula Garcés (Medellín, Antioquia, 20 de marzo de 1974) es una actriz de cine y televisión, modelo y DJ colomboestadounidense.

## Biografía
Paula Garcés fue criada por su madre soltera en Manhattan, luego de haber abandonado su ciudad natal, Medellín (Colombia), de muy pequeña. Tuvo su primera hija, llamada Skye Mahoney, durante su juventud, a los 18 años, por lo que tuvo que dejar de lado la escuela. Para poder mantener a su hija en buenas condiciones económicas tuvo que trabajar de camarera unas 16 horas por día.
En 2002 se casó con el empresario y productor puertorriqueño Antonio Hernández. Luego de haberse malogrado dos embarazos, en junio de 2013 anunció junto con su marido que están esperando un niño, el primer hijo de su matrimonio. Nació el 20 de noviembre de 2013. Se llama Antonio Andrés Hernández.
Empezó su carrera como actriz en 1991 y se destacó en la serie The Shield, donde interpretó a Tina Hanlon durante tres temporadas, por lo que recibió en 2008 y 2009 dos nominaciones en los Premios ALMA por su papel.

## Filmografía

### Film
| Año  | Título                                            | Rol              | Notas |
| ---- | ------------------------------------------------- | ---------------- | ----- |
| 1991 | Hangin' with the Homeboys                         | Hermana acosada  |       |
| 1993 | Life with Mikey                                   | Janice           |       |
| 1995 | Dangerous Minds                                   | Alvina           |       |
| 1998 | Harvest                                           | Mina Fuentes     |       |
| 2002 | Clockstoppers                                     | Francesca        |       |
| 2003 | The Station Agent                                 | Cajera           |       |
| 2003 | Marci X                                           | Yolanda Quinones |       |
| 2003 | Spin                                              | Francesca        |       |
| 2004 | Harold & Kumar Go to White Castle                 | Maria            |       |
| 2005 | Che Guevara                                       | Aleida           |       |
| 2005 | The Shore                                         | Tina             |       |
| 2005 | Man of the House                                  | Teresa           |       |
| 2006 | National Lampoon's Pledge This!                   | Gloria Torrez    |       |
| 2008 | Harold & Kumar Escape from Guantanamo Bay         | Maria            |       |
| 2008 | Harold & Kumar Go to Amsterdam[dubious – discuss] | Maria            | Corto |
| 2011 | A Very Harold & Kumar 3D Christmas                | Maria            |       |
| 2011 | Deception                                         | Katrina Mendoza  |       |
| 2013 | The Maid's Room                                   | Drina            |       |
| 2014 | Adult Beginners                                   | Blanca           |       |
| 2021 | Aftermath                                         | Claudia          |       |

### Televisión
| Año       | Título                            | Rol                  | Notas                                                                              |
| --------- | --------------------------------- | -------------------- | ---------------------------------------------------------------------------------- |
| 1991      | Law & Order                       | Lucy Rivers          | Episodio: "The Secret Sharers"                                                     |
| 1994      | New York Undercover               | Aria Nuriez          | Episodio: "School Ties"                                                            |
| 1999      | Oz                                | Isabella             | Episodios: "The Truth and Nothing But...", "Napoleon's Boney Parts"; Sin acreditar |
| 1999–2001 | Guiding Light                     | Pilar Santos         | Regular                                                                            |
| 2002      | The Brothers García               | Milagros             | Episodio: "West Side Stories"                                                      |
| 2003      | CSI: Miami                        | Carmen Abregon       | Episodio: "Simple Man"                                                             |
| 2004      | The Sopranos                      | Felicia Galan        | Episodio: "Unidentified Black Males"                                               |
| 2005      | Law & Order: Special Victims Unit | Millie Vizcarrondo   | 4 episodios                                                                        |
| 2006–2008 | The Shield                        | Oficial Tina Hanlon  | Recurrente (temporadas 5–6); protagónico (temporada 7)                             |
| 2007      | CSI: Miami                        | Anna Sivarro         | Episodios: "A Grizzly Murder", "Bloodline"                                         |
| 2008      | Knight Rider                      | Kelli Haddigan       | Episodio: "A Knight in Shining Armor"                                              |
| 2009      | Defying Gravity                   | Paula Morales        | Protagónico                                                                        |
| 2010–2014 | Warehouse 13                      | Dra. Kelly Hernandez | 5 episodes                                                                         |
| 2010      | Chase                             | Tia Archer           | Episodio: "Betrayed"                                                               |
| 2011      | The Good Wife                     | Aida Rios            | Episodio: "Foreign Affairs"                                                        |
| 2011      | Breakout Kings                    | Debbie Myera         | Episodio: "Off the Beaten Path"                                                    |
| 2013      | Elementary                        | Paula Reyes          | Episodio: "Details"                                                                |
| 2013      | All My Children                   | Lea Marquez          | Recurrente                                                                         |
| 2013      | Devious Maids                     | Flora Hernandez      | 6 episodes                                                                         |
| 2016      | King of LA                        | Valerie              | Piloto de TV no levantado                                                          |
| 2017      | Major Crimes                      | Alexa Diaz           | 5 episodes                                                                         |
| 2018–2021 | On My Block                       | Geny Martinez        | Recurrente                                                                         |
| 2022      | Chicago Med                       | Gia Lindahl          | Episodio: "All the Things That Could Have Been"                                    |
| 2023      | Freeridge                         | Geny Martinez        | 4 episodios                                                                        |